# Lekkoatletyka na Letnich Igrzyskach Olimpijskich 2008 – bieg na 5000 m kobiet
Bieg na 5000 m kobiet podczas XXIX Letnich Igrzysk Olimpijskich w Pekinie rozegrano w dniach 19-22 sierpnia na Stadionie Narodowym w Pekinie. Zwycięzcą konkursu została Etiopka Tirunesh Dibaba z czasem piętnastu minut, czterdziestu jeden sekund i czterdziestu setnych. Był to jej drugi złoty medal zdobyty na tych Igrzyskach.

## Rekordy
|                   | zawodnik        | narodowść | czas     | data             | miejsce |
| ----------------- | --------------- | --------- | -------- | ---------------- | ------- |
| rekord świata     | Tirunesh Dibaba | Etiopia   | 14:11.15 | 6 czerwca 2008   | Oslo    |
| rekord olimpijski | Gabriela Szabó  | Rumunia   | 14:40.79 | 25 września 2000 | Sydney  |

## Wyniki
| Poz. - pozycja |
| WR - rekord świata \| NR - rekord krajowy \| PB - rekord życiowy \| =PB - wyrównany rekord życiowy \| SB - najlepszy wynik w sezonie \| =SB - wyrównany najlepszy wynik w sezonie \| OR - rekord olimpijski |
| Fn - falstart |
| * wyniki podawane w minutach |

### Pierwsza runda
Pierwsza runda odbyła się 19 sierpnia o godzinie 19:35. W dwóch biegach wystartowało 32 zawodniczki. Do finału awansowało sześć najlepszych zawodniczek z każdego biegu oraz trzy zawodniczki z najlepszymi czasami.
Bieg 1
| Poz. | Zawodniczka              | Narodowość                        | Wynik    | Uwagi                     |
| ---- | ------------------------ | --------------------------------- | -------- | ------------------------- |
| 1    | Tirunesh Dibaba          | Etiopia                           | 15:09.89 | Q                         |
| 2    | Sylvia Jebiwott Kibet    | Kenia                             | 15:10.37 | Q                         |
| 3    | Alemitu Bekele           | Turcja                            | 15:10.92 | Q                         |
| 4    | Meselech Melkamu         | Etiopia                           | 15:11.21 | Q                         |
| 5    | Gulnara Samitowa-Gałkina | Rosja                             | 15:11.46 | Q                         |
| 6    | Jennifer Rhines          | Stany Zjednoczone                 | 15:15.12 | Q                         |
| 7    | Yuriko Kobayashi         | Japonia                           | 15:15.87 |                           |
| 8    | Simret Sultan            | Erytrea                           | 15:16.25 | NR                        |
| 9    | Volha Krautsova          | Białoruś                          | 15:21.85 | Najlepszy wynik w sezonie |
| 10   | Silvia Weissteiner       | Włochy                            | 15:23.45 |                           |
| 11   | Zhang Yingying           | Chiny                             | 15:23.81 | Najlepszy wynik w sezonie |
| 12   | Zakia Mrisho Mohamed     | Tanzania                          | 15:24.28 |                           |
| 13   | Dolores Checa            | Hiszpania                         | 15:31.22 |                           |
| 14   | Jéssica Augusto          | Portugalia                        | 16:05.71 |                           |
| 15   | Lucia Chandamale         | Malawi                            | 16:44.09 |                           |
| 16   | Celma Bonfim da Graça    | Wyspy Świętego Tomasza i Książęca | 17:25.99 | NR                        |

Międzyczasy
| Międzyczas | Zawodniczka              | Narodowość | Wynik    |
| ---------- | ------------------------ | ---------- | -------- |
| 1000m      | Silvia Weissteiner       | Włochy     | 3:04.85  |
| 2000m      | Dolores Checa            | Hiszpania  | 6:10.02  |
| 3000m      | Dolores Checa            | Hiszpania  | 9:18.42  |
| 4000m      | Gulnara Samitowa-Gałkina | Rosja      | 12:23.46 |

Bieg 2
| Poz. | Zawodniczka               | Narodowość        | Wynik    | Uwagi |
| ---- | ------------------------- | ----------------- | -------- | ----- |
| 1    | Meseret Defar             | Etiopia           | 14:56.32 | Q     |
| 2    | Vivian Cheruiyot          | Kenia             | 14:57.27 | Q,    |
| 3    | Lilija Szobuchowa         | Rosja             | 14:57.77 | Q     |
| 4    | Priscah Jepleting Cherono | Kenia             | 14:58.07 | Q     |
| DSQ  | Elvan Abeylegesse         | Turcja            | 14:58.79 | DSQ   |
| 5    | Shalane Flanagan          | Stany Zjednoczone | 14:59.69 | Q,    |
| 6    | Kara Goucher              | Stany Zjednoczone | 15:00.98 | q,    |
| 7    | Megan Metcalfe            | Kanada            | 15:11.23 | q,    |
| 8    | Xue Fei                   | Chiny             | 15:13.25 | q,    |
| 9    | Kayoko Fukushi            | Japonia           | 15:20.46 |       |
| 10   | Mariem Alaoui Selsouli    | Maroko            | 15:21.47 |       |
| 11   | Yukiko Akaba              | Japonia           | 15:38.30 |       |
| 12   | Krisztina Papp            | Węgry             | 16:08.86 |       |
| 13   | Francine Niyonizigiye     | Burundi           | 17:08.44 |       |
|      | Yelena Zadorozhnaya       | Rosja             | DNF      |       |
|      | Joanne Pavey              | Wielka Brytania   | DNS      |       |

Międzyczasy
| Międzyczas | Zawodniczka       | Narodowość | Wynik    |
| ---------- | ----------------- | ---------- | -------- |
| 1000m      | Kayoko Fukushi    | Japonia    | 2:58.70  |
| 2000m      | Yukiko Akaba      | Japonia    | 5:53.17  |
| 3000m      | Lilija Szobuchowa | Rosja      | 8:40.02  |
| 4000m      | Lilija Szobuchowa | Rosja      | 11:18.99 |

### Finał
Finał odbył się 22 sierpnia o godz. 20:40 czasu miejscowego. Zwyciężczynią została Etiopka Tirunesh Dibaba.
| Poz. | Zawodniczka               | Narodowość        | Wynik    | Uwagi |
| ---- | ------------------------- | ----------------- | -------- | ----- |
| 1    | Tirunesh Dibaba           | Etiopia           | 15:41.40 |       |
| DSQ  | Elvan Abeylegesse         | Turcja            | 15:42.74 | DSQ   |
| 2    | Meseret Defar             | Etiopia           | 15:44.12 |       |
| 3    | Sylvia Jebiwott Kibet     | Kenia             | 15:44.96 |       |
| 4    | Vivian Cheruiyot          | Kenia             | 15:46.32 |       |
| 5    | Lilija Szobuchowa         | Rosja             | 15:46.62 |       |
| 6    | Alemitu Bekele            | Turcja            | 15:48.48 |       |
| 7    | Meselech Melkamu          | Etiopia           | 15:49.03 |       |
| 8    | Kara Goucher              | Stany Zjednoczone | 15:49.39 |       |
| 9    | Shalane Flanagan          | Stany Zjednoczone | 15:50.80 |       |
| 10   | Priscah Jepleting Cherono | Kenia             | 15:51.78 |       |
| 11   | Gulnara Samitowa-Gałkina  | Rosja             | 15:56.97 |       |
| 12   | Xue Fei                   | Chiny             | 16:09.84 |       |
| 13   | Jennifer Rhines           | Stany Zjednoczone | 16:34.63 |       |
| 14   | Megan Metcalfe            | Kanada            | 17:06.82 |       |

Międzyczasy
| Międzyczas | Zawodniczka              | Narodowość | Wynik    |
| ---------- | ------------------------ | ---------- | -------- |
| 1000m      | Gulnara Samitowa-Gałkina | Rosja      | 3:39.20  |
| 2000m      | Elvan Abeylegesse        | Turcja     | 6:45.41  |
| 3000m      | Gulnara Samitowa-Gałkina | Rosja      | 9:58.13  |
| 4000m      | Tirunesh Dibaba          | Etiopia    | 13:04.77 |